# Pelotero

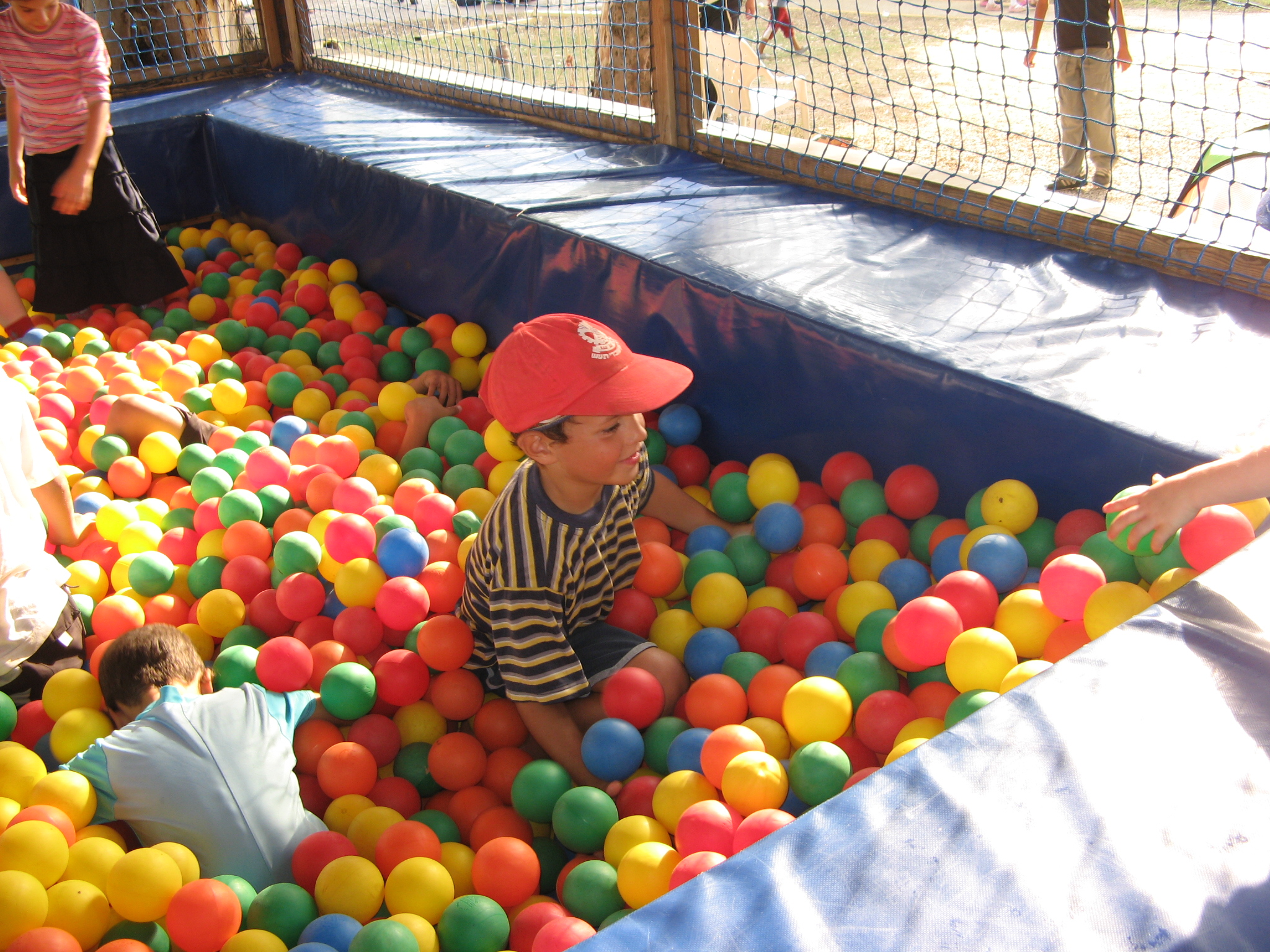
Un chico jugando en un pelotero

Un pelotero es una estructura recreativa que contiene una abundante cantidad de pelotas de colores livianas de manera que cubren el piso de la misma, permitiendo el movimiento, pero también amortiguar caídas. Suelen contar con toboganes y túneles —aprovechando dicha amortiguación— y tener forma de paralelepípedo.
El uso es básicamente lúdico, orientado principal pero no exclusivamente al público infantil. Otros usos, también recreativos, pueden ser muestras escénicas.